# NGC 1061
NGC 1061 è una galassia a spirale situata nella costellazione del Triangolo, a una distanza di circa 183 milioni di anni luce dalla nostra Via Lattea.

## Scoperta
La galassia è stata scoperta nel dicembre 1849 dall'irlandese George Stoney.

## Descrizione

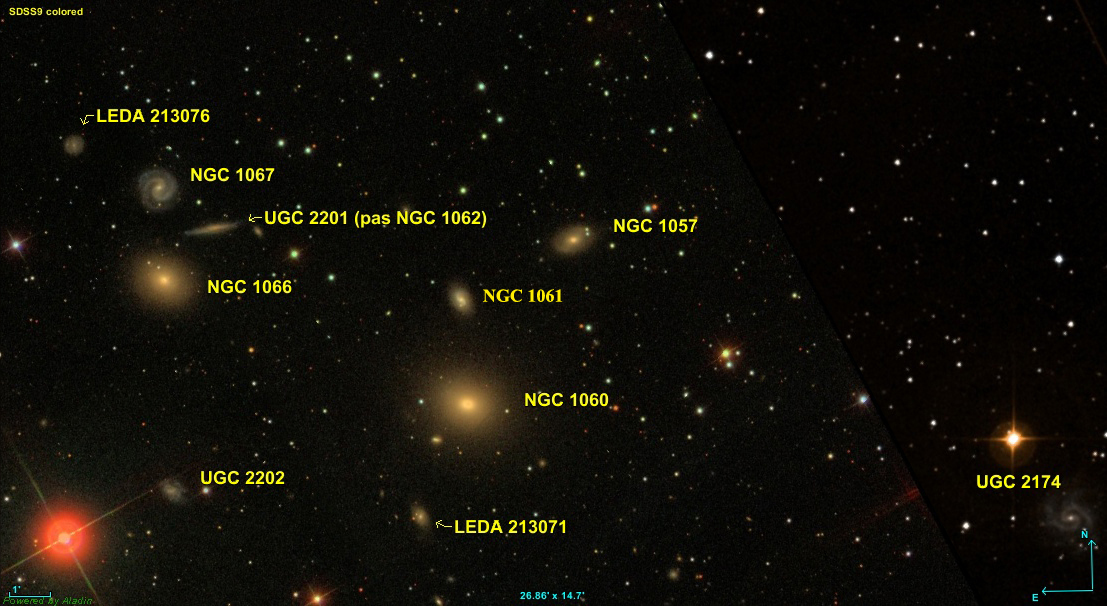
NGC 1061 e le galassie vicine

NGC 1061 presenta una larga riga a 21 cm dell'idrogeno neutro.
NGC 1061 è situata in una regione di cielo particolarmente ricca di galassie e che comprende anche NGC 1057, NGC 1060, NGC 1066 e NGC 1067. Sono inoltre presenti anche galassie non incluse nel New General Catalogue. La galassia UGC 2201 è erroneamente indicata come NGC 1062 nel database SIMBAD.